# Resolutie 436 Veiligheidsraad Verenigde Naties
Resolutie 436 van de Veiligheidsraad van de Verenigde Naties werd met unanimiteit van stemmen aangenomen op 6 oktober 1978.

## Achtergrond
Rond 1975 brak er door een combinatie van factoren een burgeroorlog uit in Libanon. Gedurende deze in totaal vijftien jaar durende oorlog, waar ook Israël en Syrië tussenkwamen, werd de Libanese hoofdstad Beiroet verwoest.

## Inhoud
De Veiligheidsraad:
- Is erg bezorgd om de verslechterende situatie in en rond Beiroet.
- Betreurt de doden, het menselijk lijden en de vernieling.
- Neemt nota van de oproep van de voorzitter van de Veiligheidsraad en secretaris-generaal Kurt Waldheim op 4 oktober.

1. Roept de vechtende partijen op het geweld te stoppen en een staakt-het-vuren waar te nemen.
2. Roept alle betrokkenen op het Internationaal Comité van het Rode Kruis toe te laten gewonden te evacueren en hulp te verlenen.
3. Steunt de secretaris-generaal en vraagt hem zijn inspanningen om tot een duurzaam staakt-het-vuren te komen voort te zetten.

## Verwante resoluties
- Resolutie 429 Veiligheidsraad Verenigde Naties
- Resolutie 434 Veiligheidsraad Verenigde Naties
- Resolutie 438 Veiligheidsraad Verenigde Naties
- Resolutie 441 Veiligheidsraad Verenigde Naties

Lijst ·  423 ·  424 ·  425 ·  426 ·  427 ·  428 ·  429 ·  430 ·  431 ·  432 ·  433 ·  434 ·  435 ·  436 ·  437 ·  438 ·  439 ·  440 ·  441 ·  442 ·  443